# 哈茨霍恩 (伊利諾伊州)
哈茨霍恩（英語：Hartshorn）是位於美國伊利諾伊州弗米利恩縣的一個非建制地區。該地的面積和人口皆未知。

## 地理
哈茨霍恩的座標為40°07′47″N 87°42′19″W / 40.12972°N 87.70528°W，而該地的平均海拔高度為195米（即640英尺）。